# Alosimus luteus
Alosimus luteus is een keversoort uit de familie van oliekevers (Meloidae). De wetenschappelijke naam van de soort is voor het eerst geldig gepubliceerd in 1838 door Waltl.